# Kościół św. Rocha i św. Sebastiana w Nysie
Kościół cmentarny pod wezwaniem św. Rocha i św. Sebastiana w Nysie – świątynia rzymskokatolicka znajdująca się przy Alei Wojska Polskiego, kościół filialny parafii św. Elżbiety w Nysie. Obecnie nie sprawuje się w nim kultu religijnego.

## Historia
W 1632 roku, podczas wojny trzydziestoletniej Nysa została doszczętnie splądrowana i spalona. Pojawił się nieznany tu od wieków głód, a w jego następstwie wybuchła epidemia nieznanej choroby zakaźnej, która zabiła dwie trzecie ludności miasta.
16 sierpnia 1633 roku grupa chorych wyruszyła na pielgrzymkę do nieistniejącego już dzisiaj kościółka pod wezwaniem św. Rocha, który znajdował się w pobliskim lasku. W czasie tej procesji zmarło jeszcze 15 osób, lecz epidemia wkrótce wygasła. Uznano to za cud. Ocaleni mieszkańcy złożyli uroczyste ślubowania i zbudowali w 1637 roku niewielki kościół pod wezwaniem świętych Rocha i Sebastiana – patronów chroniących od nieszczęść i zarazy. Świątynia stanęła w miejscu, gdzie dawniej znajdowały się namioty z chorymi i gdzie chowano zmarłych.
Konsekracja kościoła odbyła się w roku 1653.

## Architektura
Późnorenesansowy kościół, zbudowany na planie krzyża. We wnętrzu świątyni znajduje się kilka ołtarzy w stylu wczesnobarokowym. Do najcenniejszych znajdujących się tu dzieł sztuki zaliczane są pochodzące z XVIII wieku: rzeźba przedstawiająca św. Rocha i obraz olejny o tym samym temacie.

## Pustelnia
W celu upamiętnienia ofiar epidemii powołano erem obok kościoła.
Mieszkający w nim pustelnik miał modlić się i pościć w intencji zmarłych w wyniku zarazy, pełnić funkcje dzwonnika podczas pogrzebów, a także raz w roku, na święto św. Rocha pielgrzymować do Barda Śląskiego. Pustelnia istniała do roku 1793.

## Stan obecny
Kościół znajduje się na granicy katastrofy budowlanej – jego dach grozi zawaleniem. Jest to budynek skrajnie zaniedbany, niszczejący i demolowany. Ze względów
bezpieczeństwa główne wejście zostało zamurowane. Jedynie niezwłoczny gruntowny remont może uratować ten cenny zabytek od całkowitego zniszczenia.